# Herman Witsius

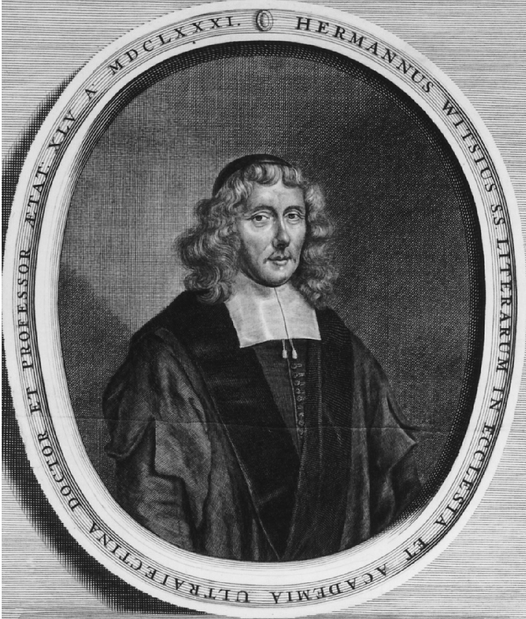
Herman Witsius

Hermann Witsius (właściwe nazwisko Wits) (ur. 12 lutego 1636, zm. 22 października 1708) – holenderski teolog, działacz tzw. Dalszej Reformacji Holenderskiej (Nadere Reformatie).

## Życiorys
Herman Witsius studiował na uniwersytetach w Groningen, Lejdzie oraz Utrechcie.
Witsius już jako nastolatek ujawnił swoje zdolności podczas publicznych debat. W 1655 roku pokonał w debacie kilku najlepszych dyskutantów na Uniwersytecie w Utrechcie wykazując, że naukę o Trójcy Świętej można dowieść na podstawie starożytnych pism żydowskich.
W następnym roku Witsius zdał swój ostatni egzamin i został zgłoszony jako kandydat do służby duchownej. W 1657 został pastorem w Westwoud, a następnie w Wormer, Goes i Leeuwarden. W 1675 roku został profesorem teologii na Uniwersytecie we Franeker, a od 1680 roku na Uniwersytecie w Utrechcie. W 1698 roku sześćdziesięciodwuletni Witsius przyjął ofertę profesury na Uniwersytecie w Leidzie. Tematem jego przemowy inauguracyjnej był charakter „skromnego teologa”.
W Lejdzie nauczał studentów z Europy, Wielkiej Brytanii i Nowej Anglii, w tym także Indian nawróconych na chrześcijaństwo dzięki pracy angielskiego misjonarza Jana Eliota.
W 1707 roku przeszedł na emeryturę z powodu złego stanu zdrowia. W ostatnich sześciu latach życia cierpiał na bolesne ataki podagry, zawroty głowy i chwilowe zaniki pamięci. W październiku 1708 roku, po bardzo bolesnym ataku podagry, zwierzył się przyjaciołom, że „wkrótce odejdzie do domu” (umrze) i cztery dni później zmarł. Na godzinę przed śmiercią zwierzył się swojemu bliskiemu przyjacielowi Johannesowi a Marck, że umiera w wierze w Chrystusa, w której wytrwał od młodości.

## Charakterystyka postaci
Witsius był bardzo zdolnym i wpływowym teologiem, rzetelnym kaznodzieją, egzegetą, historykiem i polemistą. Wywarł wpływ na wielu teologów, zarówno w kraju, jak i poza jego granicami: Campegiusa Vitringa i Bernardusa Smytegelta, Friedricha Lampe w Niemczech, a także Thomasa Bostona i braci Erskine (Ralpha i Ebenezera) w Szkocji. James Hervey rekomendował Witsiusa jako „jednego z najznakomitszych autorów, którego wszystkie dzieła mają subtelność budowy, a także słodką woń świętości, [niczym] złota miska z manną – na zewnątrz lśniąca od złota, zaś w środku pełna niebiańskiego pokarmu”.

## Twórczość
Witsius był przede wszystkim teologiem biblijnym i specjalizował się w teologii systematycznej. Jego główne dzieło to dwutomowy traktat na temat ekonomii przymierzy Boga z człowiekiem, pierwotnie wydane po łacinie w 1677 roku jako De oeconomia foderum Dei cum hominibus (przekład angielski: The Economy of the Covenants Between God and Man, P&R Publishing, 1990), który miał w zamyśle autora pogodzić różnice narastające wśród teologów kalwińskich na temat teologii przymierza.
Do innych ważniejszych dzieł Witsiusa zalicza się jego esej o charakterze prawdziwego teologa
(przekład angielski: On the Character of a True Theologian, RAP, 1994), będący w istocie tekstem jego słynnej przemowy inauguracyjnej na Uniwersytecie we Franeker. W 1856 roku Wolny Kościół Szkocki uznał ten esej za dokument na tyle wartościowy, że sfinansował rozprowadzenie tysiąca jego egzemplarzy wśród swoich studentów teologii.
Esej o charakterze prawdziwego teologa jest uznawany za arcydzieło Witsiusa i znakomitą ilustrację jego maksymy: „Prawdziwym teologiem jest tylko ten, kto do części teoretycznej religii przydaje część praktyczną”.

## Dzieła
Poza swoim magnum opus na temat ekonomii przymierzy, Witsius wydał następujące dzieła:
- Judaeus christianizans circa principia fidei et SS. Trinitatem (Utrecht, 1661)
- Diatribe de septem epistolarum apocalypticarum sensu historico et prophetico (Franeker, 1678)
- Exercitationes sacrae in symbolum quod apostolorum dicitur et in orationem Dominicam (Franeker, 1681)
- Miscellanea sacra (Utrecht, 1692-1700, 2 vols).